# Монтањари
Монтањари (фр. Montagnards) су били припадници Монтање (фр. La Montagne, планина), политичке групе током Француске револуције. Названи су тако јер су седели на највишим клупама у Скупштини. Монтањари су били најрадикалнија група француских револуционара и супротстављали су се жирондинцима. Термин "Монтања" је у употребу ушао 1793. године. Врхунац су монтањари достигли током јакобинске диктатуре. Њихов најзначајнији представник је Максимилијан Робеспјер. Припадници ове политичке групе су углавном били припадници средње класе и радила је највише у интересу радничке класе.

## Историја
Монтањари су чинили опозицију током владавине жирондинаца. Јединство монтање постигнуто је приликом суђења француском краљу Лују XVI (децембар 1792) када су они гласали за краљево погубљење. Успон монтањара поклапа се са слабљењем жирондинаца. Проналазак гвозденог ормара онемогућио је одлагање поступка француском краљу, мада жирондинци нису журили са његовим покретањем. Краљу је суђено због покушаја бега за Варен 1791. године. Јануара 1793. године краљ је погубљен на гиљотини од стране Шарла Анрија Сансона. Монтањари су нападали жирондинце оптуживши их за сарадњу са непријатељем. Уз подршку санкилота организованих у Париску комуну, монтањари су 2. јуна 1793. године подигли устанак током кога су жирондинци избачени из Националног конвента. Максимилијан Робеспјер је преузео власт на челу Комитета јавног спаса. Робеспјер се отворено залагао за мирнију спољну политику и фокусирање на питања унутар новоосноване Прве Француске републике. 
Опадање Монтање отпочело је након погубљења Максимилијана Робеспјера и његових присталица у Термидорској реакцији 28. јула 1794. године. Робеспјерова смрт означила је пропаст јакобинске странке. Монтањари потпуно губе свој утицај у Конвенту. 

## Фракције
Монтања је створена 1792. године спајањем два истакнута левичарска клуба: јакобинаца и кордиљера. У почетку су јакобинци били умерени републиканци, а кордиљери радикални популисти. Међутим, крајем 1792. године Жорж Дантон, вођа кордиљера, жели да се измири са жирондинцима што је изазвало раскид са Робеспјером. Још један од вођа Монтање био је и Жак Ебер, вођа "Ебертоваца" који се залагао за прогон свих не-монтањара и дехристијанизацију Француске. Максимилијан Робеспјер је током јакобинске диктатуре елиминисао најпре Ебертовце (март 1794), а касније и кордиљере (април 1794). Јакобинци су остали једина странка Монтање све до Термидорске реакције. Монтања је дефинитивно уништена до 1795. године. 

## Истакнути монтањари
Робеспјеровци:
- Максимилијан Робеспјер
- Луј Антоан де Сен-Жист
- Жорж Кутон
- Паул Барас
- Жозеф Фуше
- Августин Робеспјер
- Жак-Луј Давид
- Бертран Барер
- Шодерло де Лакло
- Жак Николас Биљо-Варен
- Жан-Ламбер Талијен
- Луј Мишел ле Пелетје
- Жан-Батист де Лавалет
- Антоан Симон

Ебертовци:
- Жак Ебер
- Пјер Гаспар Шамет
- Жан Пол Мара
- Жан-Батист Гобел
- Франсоа Шабот
- Антоан Франсоа Моморо
- Шарл-Филип Ронсин
- Жозеф ле Бон

Умерени:
- Жорж Дантон
- Камил Десмулин
- Фабре Деглантин
- Џулијен од Тулуза
- Луј-Мариа Фрерон
- Пјер Филип